# Instituto Tecnológico de Ocotlán
El Instituto Tecnológico de Ocotlán, cuyas siglas institucionales son ITO, es una institución pública de educación superior localizada en Ocotlán, Jalisco, México.
Actualmente, el Instituto Tecnológico de Ocotlán imparte 6 carreras a nivel licenciatura en las áreas de ciencias sociales y administrativas, e ingeniería. Forma parte de la Dirección General de Educación Superior Tecnológica (DGEST), de la Secretaría de Educación Pública de México.
Inicia labores el 18 de febrero de 1991, si bien no fue inaugurado formalmente hasta el 6 de mayo de 1991 por el presidente Carlos Salinas de Gortari, siendo así la primera institución de educación superior tecnológica de la región Ciénega del estado de Jalisco.
El correcaminos es la mascota oficial del instituto que usada en eventos culturales y deportivos.

### Oferta Educativa
- Contador Público
- Ingeniería Electromecánica
- Ingeniería Industrial
- Ingeniería en Gestión Empresarial
- Ingeniería en Logística
- Ingeniería en Sistemas Computacionales